# Yücel Aşkın
Yücel Aşkın (* 1943 in Ankara) ist ein türkischer ehemaliger Universitätsdirektor, Autor und Dokumentarfilmer mit armenischer Abstammung.

## Leben
Aşkın ist ein Enkel des Theaterregisseurs Agop Güllü und der Sohn des Violinspielers Necip Yakup Aşkın. Seinen Namen Yücel bekam er auf Vorschlag eines Freundes seines Vaters vom Bildungsminister Hasan Ali Yücel verliehen. Die Grundschule besuchte Yücel in Istanbul. Danach ging an das Konservatorium in Ankara, wo er auf Anraten der Lehrer Klavier spielen lernte. Nach seinem Abschluss besuchte er an der Universität von Istanbul die landwirtschaftliche Fakultät, wo er Zootechnik studierte. An der gleichen Fakultät wurde er zum Assistenten. Seine Doktorarbeit schrieb er über Weisse Neuseeland Hasen, diese Doktorarbeit war die erste Doktorarbeit in der Türkei, in der es um Hasen ging. An Deutschen Universitäten arbeitete er an der Reproduktionsbiologie. 1989 habilitierte Aşkın.
1995 zog Aşkın nach Van, wo er Dekan der Agrarfakultät der Van Yüzüncü Yıl-Universität wurde. 1999 wurde er dann Dekan der Universität. Während seiner Zeit als Dekan stand die Universität an neunter Stelle der Institutionen in der Türkei mit den meisten wissenschaftlichen Veröffentlichungen.
Aşkin ist einer der Gründer des türkischen Vereins DASK der sich dem Naturschutz, der Forschung und dem Sport in der Natur widmet. Zeitweilig war er Vorsitzender des Höhlenforschungsvereins MAG. Für den türkischen staatlichen Sender TRT drehte er die Dokumentarfilme Köprüçay, Türkiye Mağaraları (dt.: Höhlen der Türkei), Karanlık Boğaza Doğru (dt.: Zum dunklen Schlund), Akdağlar, Elmalı'nın Gizi (dt.: Die Geheimnisse von Elmalı) und Yahyalı'dan Aladağ (dt.: Von Yahyalı nach Aladağ). Der Dokumentarfilm zu den türkischen Höhlen wurde dabei mit einem Preis ausgezeichnet.
Für Aufsehen sorgten gegen ihn gerichtete Anschuldigungen während seiner Zeit als Direktor der Universität von Van. Zeitweise drohten Yücel bis zu 3185 Jahre Haft durch verschiedene Gerichtsverfahren. Die Staatsanwaltschaft warf ihm Korruption, illegalen Besitz von Antiquitäten und Gründung einer kriminellen Organisation vor. Der inzwischen von allen Anklagepunkten freigesprochene Aşkin wurde nach Meinung von Oppositionellen und großen Teilen der Presse Opfer der Islamisten, denen er ein Dorn im Auge sei, weil er energisch gegen religiöse Eiferer vorging. Dabei soll die Anklage auf tönernen Füssen gestanden haben. So sollen die Korruptionsvorwürfe sich auf den Ankauf von medizinischen Geräten für die medizinische Fakultät bezogen haben, als Aşkın noch gar nicht Direktor der Universität war. Dazu soll eine Untersuchungskommission ihn von den Anschuldigungen entlastet haben, trotzdem kam es zum Gerichtsverfahren. Auch der Vorwurf, er habe eine kriminelle Organisation gegründet, wirkte der Zeit zufolge konstruiert. So soll die Organisation aus zwei Personen bestanden haben. Auch die Anschuldigung er besitze illegal Antiquitäten stellte sich als unhaltbar heraus, alle Antiquitäten entpuppten sich als ordentlich bei staatlichen Stellen registriert. Der Spiegel kommentiert dazu Die wenig stichhaltigen Anklagepunkte, die von der Staatsanwaltschaft gegen Askin vorgebracht wurden, sprechen für die Vermutung türkischer Kommentatoren, dass es sich um eine Racheaktion religiös-konservativer Kreise an dem aufgeklärten Direktor handelte und sagt, dass die zweifelhafte Anklage die Frage aufwirft, wofür denn Regierungschef Recep Tayyip Erdoğan und seine Partei, die AKP, stünden. Wie die AKP dazu steht, kann man auch an dem Beispiel des Abgeordneten Ramazan Toprak sehen, der in Anspielung auf Aşkıns Abstammung abschätzig meinte, dass Aşkın Armenier sei und es auf Van abgesehen hätte, weil die Stadt doch am heiligen Berg der Armenier dem Ararat liege. Faruk Şen, der damalige Leiter des Zentrums für Türkeistudien, meint dazu: Den islamistischen Kräften war Askin ein Dorn im Auge. Deshalb wollten sie ihn erledigen. Der Journalist und Experte für den Mittleren Osten Michael Rubin hält den türkischen Premier Erdoğan persönlich verantwortlich für die Inhaftierung Aşkıns.
Der mit Yücel zusammen angeklagte Hilfsgeneralsekretär der Universität Enver Arpalı beging in der Untersuchungshaft Selbstmord. Aşkın saß einige Monate unschuldig in  Untersuchungshaft und wurde in seiner Gefängniszeit herzkrank.